# Achoerodus
Genre
Achoerodus est un genre de poissons de la famille des Labridae, de l'ordre des Perciformes. Ils sont endémiques du sud de l'Australie.

## Liste d'espèces
Selon World Register of Marine Species (26 avril 2014), FishBase (26 avril 2014) et ITIS (26 avril 2014) :
- Achoerodus gouldii (Richardson, 1843)
- Achoerodus viridis (Steindachner, 1866)

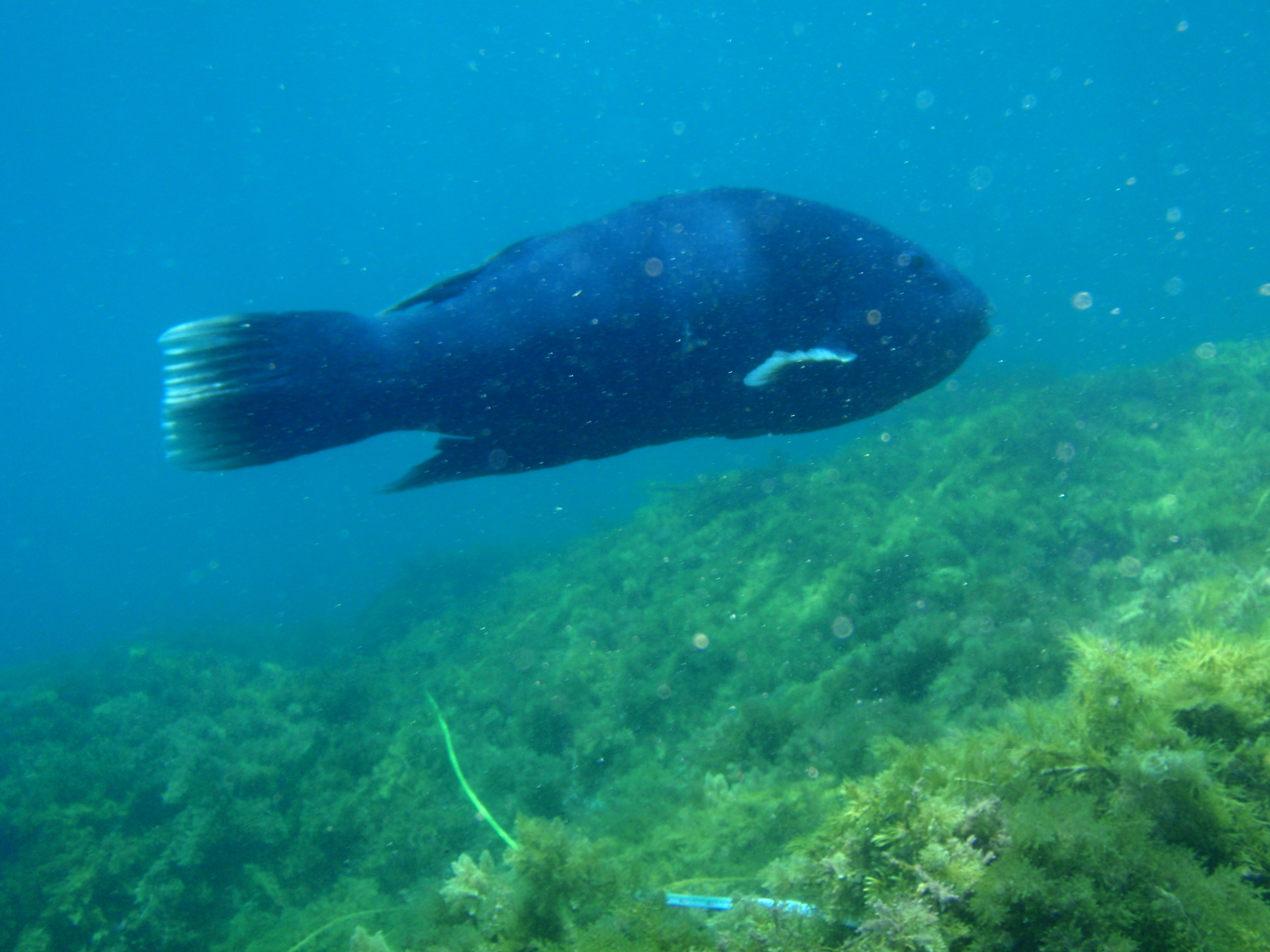
Achoerodus gouldii
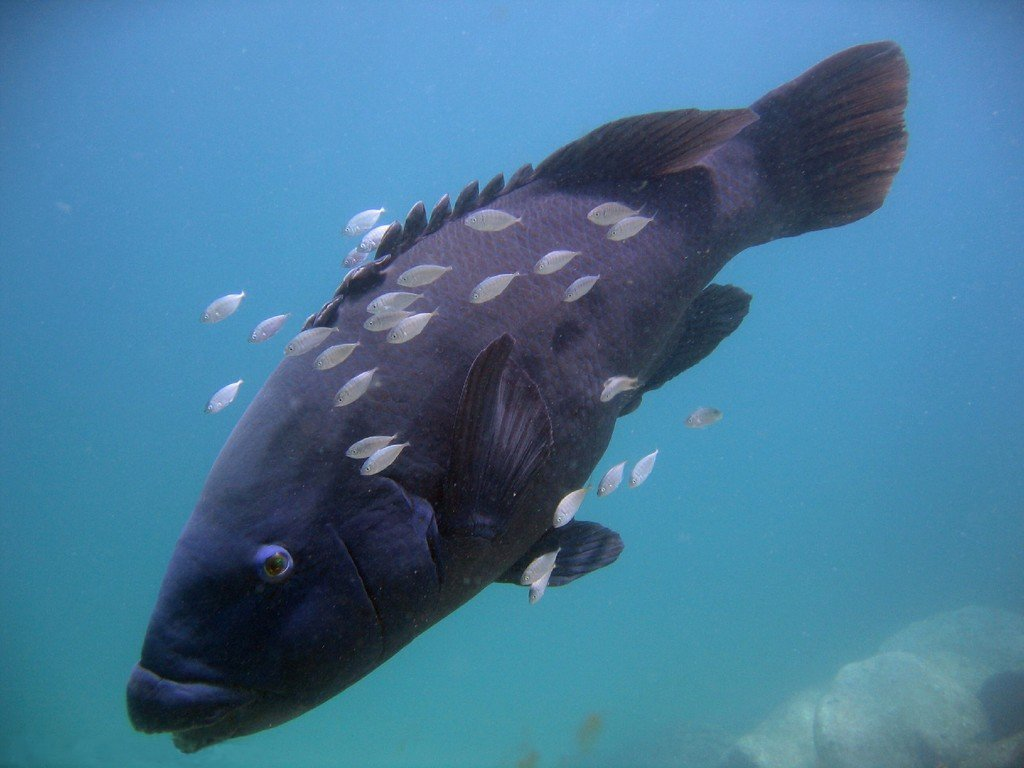
Achoerodus viridis

## Répartition

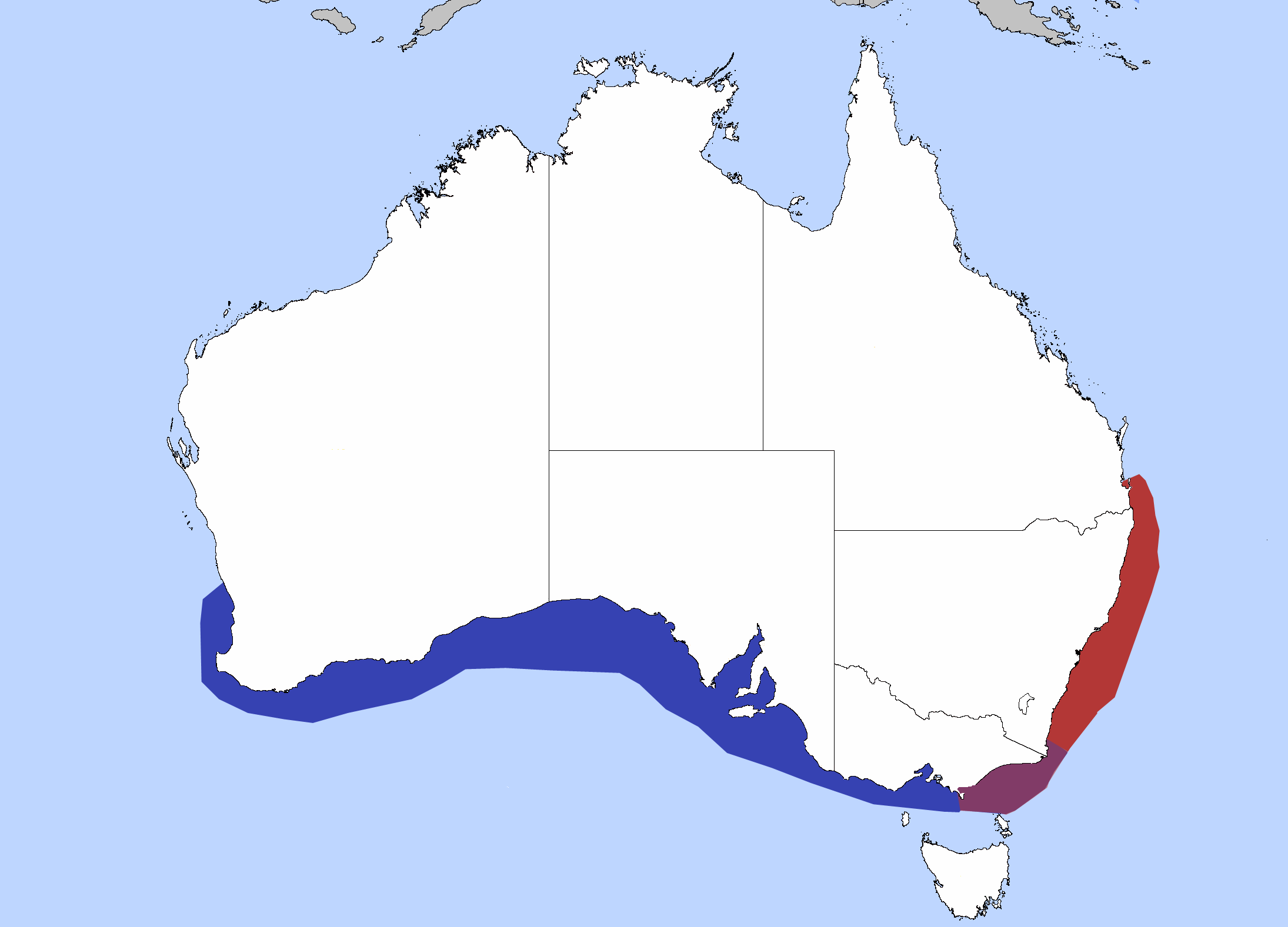
Répartition des 2 espèces dans le monde
Achoerodus gouldii
Achoerodus viridis

Achoerodus gouldii est présente sur le plateau continental au sud de l’Australie, alors que Achoerodus viridis est présente sur le plateau continental du sud de la côte est de l’Australie.